# Bernard Mellet
Pas d'image ? Cliquez ici
Bernard Mellet est un alpiniste français.
Il réalise en 1971 la première ascension du Pilier Ouest du Makalu, il atteint le sommet le 23 mai en compagnie de Yannick Seigneur.
En 1979, il est chef de l'expédition nationale française au K2, équipe composée de Maurice Barrard, Pierre Beghin, Jean-Marc Boivin, Dominique Chaix (médecin), Patrick Cordier, Jean Coudray, Xavier Fargeas, Marc Galy, Ivano Ghirardini, Thierry Leroy, Dominique Marchal, Daniel Monaci, Jean-Claude Mosca, Yannick Seigneur.

## Principales ascensions
- 1971 : première ascension du pilier ouest du Makalu avec Yannick Seigneur

## Œuvre
- K2, la victoire suspendue..., Grenoble, 1980  (ISBN 2-7234-0188X)